# 湯山製作所
株式会社湯山製作所（ゆやませいさくしょ、英: Yuyama MFG Co.,Ltd.）は、大阪府豊中市名神口に本社を置く、病院及び薬局向け医療機器などの開発・製造をおこなう企業である。

## 会社概要
薬局向けの薬剤の調剤機器を中心に、病院向けの滅菌機器などの開発・製造をおこなう。会社設立当初から、錠剤を主とした薬剤の分包機の調剤方式で特許を取得したこともあり、医療機器の分野で今日に至るまで成長を続けている。
この他にも、調剤台や病棟機器など、ほぼ100%に近い割合で医療機器の取り扱いが占めており、シェアは極めて高い。
近年では、カルテ等の電子化に伴い、同社が開発したソフトウェアとPCのキーボードとタッチパネルとを組み合わせた「Brain Box V2」なるカルテシステムや医療業務用のソフトウェア等の開発も進んでいる。
2015年（平成27年）4月に知財功労賞（特許庁長官表彰）を受賞。